# Łąkta Dolna
Łąkta Dolna is een plaats in het Poolse district Bocheński, woiwodschap Klein-Polen. De plaats maakt deel uit van de gemeente Trzciana en telt 940 inwoners.